# Arethusana alpheios
Arethusana alpheios är en fjärilsart som beskrevs av Hans Fruhstorfer 1908. Arethusana alpheios ingår i släktet Arethusana och familjen praktfjärilar. Inga underarter finns listade i Catalogue of Life.